# Палата Јовановић у Нишу
Палата Јовановић у Нишу је спратна кућа која је припадала познатом нишком ћурчији Николи Јовановићу коју је он подигао на почетку новог миленијума, током 1900. године. Данас је у власништву потомака Николе Јовановића.
У предвечерје Другог светског рата, у приземљу је била смештена конфекцијска продавница Милутина Петровића, а у једном делу “мануфактурна галантеријска радња Томић и Коњушина . Локалима у приземљу су се често мењале намене док је на спрату увек био стамбени простор.
Луксузно обрађени монументални портали у масивном тврдом дрвету, са лучним застакљењем на угловима, сврставали су ово здање међу најзапаженије у центру Ниша. Својом богатом фасадном декорацијом овај објекат (као и многи други у Обреновићевој улици и центру града), сведочи о савременим европским токовима архитектуре у овом делу Србије, после само неколико деценија од вишегодишњег ропства под Османским царством.

## Положај
Палата Јовановић се налази у централној зони Града Ниша у градској општини Медијана, на углу улица Обреновићеве и Светозара Марковића (некада Јевремове), која је историјски гледано вековима била водећа занатско-трговачка улица, настала у оријенталном периоду између 15. и 17. века, из чаршије на обе обале реке Нишаве, око дрвене ћуприје.
Како се у 18. веку улица развијала и продужавала све више, почевши од Нишке тврђаве  преко раскрснице код Хизр-бегове (касније Осман-пашина) џамије,  водила је на југ града ка брду Горица и селу Габровац.

## Заштита
| Назив Непокретног културног добра | Зграда у Обреновићевој улици.                                                                         |
| Адреса                            | ул. Обреновићева, бр. 32                                                                              |
| Датум уписа                       | 11. фебруар 1990. године                                                                              |
| Редни број у локалном регистру    | СК 163                                                                                                |
| Редни број у централном регистру  | СК 842                                                                                                |
| Основ за упис у регистар          | На основу одлуке Извршног савета Скупштине општине Ниш Бр. 020 – 168/ 83 од 16. децембра 1983. године |

## Стање културног добра
У оквиру пројекта  “Лепша Србија”,  спроведеног у Републици Србији у периоду  од 2003. до 2005. године, са  циљем да се обнове објекти са историјским и архитектонским вредностима,  ревитализован је велики број објеката у центру града Ниша, укључујући и Палату Јовановић.

Извођаче пројекта  “Лепша Србија”, на идеју да обнове Палату Јовановић мотивисао је високог степена руинираности фасадне малтерне облоге, и жеља да се на њој сачувају карактеристични детаљи фасадне пластике. Током обнове они елементи који су билу у добром стању, као што је поткровни фриз са профилисаним венцима на јужној фасади су сачувани очишћени и рестаурирани, а недостајући фриз је зановљен.
Реализацијом овог пројекта доследним поштовањем првобитног, а опет уз алтернативна решења, остварила се потпуна и трајна заштита и презентација објекта, а централна зона Ниша је добила поново један од њених препознатљивих репера. Њеном обновом део естетских стремљења и укус грађанског Ниша прве половине 20. века  враћен је савременом Нишу.

## Историја
Када је с краја 19. и с почетка 20. век Обреновићева улица, као централна улица у Нишу након ослобођења од Османлија она је постепено добијала нови лик одсликавајући у урбаном, композиционом и архитектонском изгледу и изразу, снагу и моћ занатлија и трговаца у Нишу.
Видљиви облик и изражавање ових промена огледало се у израженој концентрацији богатијих трговачких и занатских фирми, продавница, хотела и других угоститељских објеката. Почев од Трга краља Милана до православне цркве, са обе стране улице, осниване су различити занатско-малопродајни објекти, затим угоститељски објекти (међу којима су се истицали кафана „Берлински", преименована потом у Рајхлов хотел „Руски цар" - данас биоскоп „Вилин Град", бивши биоскоп „Истра" Палата Јовановић), двадесетак кујунџијских радњи, мењачница (које су држали Јевреји), барберских радњи и занатских радњи свих врста. Улицом је у том периоду доминирала апотека Околичањи која је била једна од ретких зграда на два спрата.

У таквим условима и у таквом окружењу Палата Јовановић је као спратна стамбено- пословна кућа подигнута током 1900. године, према пројекту непознатог архитекте, који се у складу са њеном наменом  определилио да подједнако третира приземље и спрат. По својим архитектонским одликама припада смеру академског еклектицизма. 
Ненаметљива привлачност и неочекивани архитектонски детаљи, откривају оновремени укус наручиоца који се огледа у мешавини стилова. Као такав добар је представник еклектичке архитектуре ван српске престонице.
Палата је била власништво нишког ћурчије и рентијера Николе Јовановиће, а након његове смрти постала је власништво његовог потомка Николе Јовановића, а данас припада њиховим наследницима.
Пре Другог светског рата у приземљу палате била је смештена конфекцијска продавница Милутина Петровића, а у другом делу мануфактурна галантеријска радња Томића и Коњушина.
Приземље палате је често мењало намене, док је на спрату увек био стамбени простор.
Када је саграђена некако са почетка 20. века међу архитектама још увек није напуштена идеја и вера да је могуће изнова оформити национални стил у српској архитектури. Стилске особености обезбеђују овој градској палати видно место
међу архитектонским остварењима Ниша и чине га значајним представником оновременског провинцијског градитељства јужне и југоисточне Србије
Овај објекат, као и многи други у центру града, убедљиво су сведочанство да је Ниш, само пар деценија од ослобођења од вишевековног ропства под Османским царством закорачио у савремене европске токове.
Ненаметљива елеганција и одмерена љупкост најречитије осликава естетска стремљења и укус грађанског Ниша прве половине 20. века.

## Архитектура
Палата Јовановић изграђена је као објекат који има подрум, приземље, спрат и поткровље у једном делу тавана. Подрум је зидан ломљеним каменом у кречном малтеру, с тим што су плитки сводови, као и делови зидних маса грађени пуном опеком. Сви зидови приземља и спрата такође су грађени  пуном опеком у кречном малтеру, а међуспратна, таванска и кровна конструкција урађене су од резаног дрвета.
Објекат је покривен бибер црепом у варијанти густог покривања, а сви димњаци изведени су пуном опеком и дерсовани.
Врх зграде је наглашен неочекивано раскошном угаоном кулом, а луксузно обрађени монументални портали у масивном дрвету, са лучним сталеним површинама на угловима, издвајали су ово здање међу најзапаженијим у центру Ниша.
Све фасадне површине, како уличне, тако и дворишне биле су глатко малтерисане, пердашене и бојене. Богата фасадна пластика изведена је на два начина:
- Профилисани венци, солбанци и други елементи крупније декорације изведени су непосредно у малтеру при обради фасаде.
- Неки елементи фасадне пластике, нарочито на угаоној кули моделовани су у радионици и посебним поступком аплицирани на фасадне површине.[3]

Уравнотежен однос фасадних површина дао је палати компактност  унутрашњим просторијама, зидна платна су рашчлањена по вертикали подеоним елементима у виду плитких пиластера, чији је међупростор оживљен прозорским отворима.

## Галерија
- Палата Јовановић маја 2021.